# Drosophila austrosaltans
Drosophila austrosaltans är en tvåvingeart som beskrevs av Sergei Aleksandrovich Spassky 1957. Drosophila austrosaltans ingår i släktet Drosophila och familjen daggflugor.
Artens utbredningsområde är Brasilien.